# Enrique Pintado
Pour les articles homonymes, voir Pintado.
Enrique Pintado (né le 26 janvier 1958 à Montevideo, Uruguay) est un homme politique uruguayen, membre de la coalition de gauche du Front large. Il participa en 1994 à la fondation d'Assemblée Uruguay, le groupe de centre-gauche dirigé par Danilo Astori, et fut élu député sur cette liste en 1994, puis réélu en 1999 et 2004. Aux élections générales de 2009, il fut élu en tant qu'assistant-sénateur d'Astori, lequel fut lui-même élu vice-président de l'Uruguay. Il sera donc sénateur pour la législature 2010-2015, à moins d'être nommé ministre des Transports du gouvernement de José Mujica.

## Biographie
Militant dès son adolescence au Front large, il a étudié les sciences politiques et eut une activité syndicale universitaire, étant élu délégué étudiant ainsi qu'à la Fédération uruguayenne de la santé. Pintado a aussi été journaliste, écrivant aux Voces del Frente (Montevideo), au Cambios de Salto et à La Plaza de Las Piedras.
À l'Assemblée, il présida en 2004 la Commission des Affaires étrangères, puis fut élu, en 2007, président de la Chambre des représentants.

## Source
- (es) Cet article est partiellement ou en totalité issu de l’article de Wikipédia en espagnol intitulé « Enrique Pintado » (voir la liste des auteurs).